# Aeronca 9 Arrow
Aeronca 9 Arrow — лёгкий двухместный самолёт общего назначения, планировавшийся к серийному выпуску компанией Aeronca Aircraft Inc в середине 40-х годов XX века. В 1947 году тестовый образец разбился при посадке. В серию не пошёл. Был выпущен в 1 экземпляре.

## История
Самолёт был разработан в начале 40-х годов инженером компании Эдвардом Бёрном. Он полностью подготовил проектную документацию, и в 1943 году в Aeronca построили первый прототип самолёта, получивший бортовой номер NX39581.
В своих работах Бёрн отталкивался от удачных идей, заложенных основателями компании Жаном Роше и Роджером Шлеммером, при проектировании самолёта Aeronca L. В компании посчитали, что небольшой скоростной самолёт будет пользоваться спросом среди любителей авиации после войны. Самолёт планировалось использовать в качестве прогулочно-туристического, а также он был предложен военному ведомству как быстрый связной самолёт.
Машина поступила на испытания в 1943 году. В Aeronca не спеша доводили самолёт, не планируя серийный выпуск до окончания Второй мировой войны. Однако момент был упущен — к 1945 году у Aeronca не было ни одного заказа на самолёт. В результате до 1947 года серийное производство самолётов так и не началось. Построенный образец использовался в качестве тестового самолёта для апробации различных технических решений.
Во время одного из испытательных полётов, при заходе на посадку, у самолёта вышел из строя пропеллер и самолёт был полностью разбит. В компании решили не восстанавливать прототип и полностью закрыли проект.

## Конструкция
Самолёт был построен по схеме низкоплана. Самолёт рассчитан на перевозку двух человек, сидящих рядом друг с другом, в полностью закрытой кабине. За их спинами располагалась багажная полка, которая, при необходимости, могла стать скамейкой для ещё двоих пассажиров.
В конструкции самолёта использовался поршневой двигатель Franklin 4AC, мощностью 90 л. с. Винт применялся деревянный, двухлопастной. Шаг винта неизменяемый. Опоры передних шасси складывались в крылься, заднее, управляющее, шасси не убиралось.
Фюзеляж и крылья самолёта собирались из алюминиевых труб и арматуры и покрывались металлическими листами. Самолёт был окрашен в песочный цвет.

## Лётно-технические характеристики
Источник данных: 

Технические характеристики
- Экипаж: 1 чел.
- Пассажировместимость: 1 чел.
- Длина: 6,02 м
- Размах крыла: 9,12 м
- Высота:
- Площадь крыла: 12,72 м²
- Масса пустого: 325 кг
- Максимальная взлётная масса: 533 кг
- Силовая установка: 1 × ПД Franklin 4AC
- Мощность двигателей: 1 × 90 кВт

Лётные характеристики
- Максимальная скорость: 217 км/ч
- Крейсерская скорость: 177 км/ч
- Практическая дальность: 805 км